# Katie Volynets
Katie Volynets (nascida em 31 de dezembro de 2001) é uma tenista profissional americana nascida na Ucrânia. Ela alcançou a posição de simples mais alta de sua carreira no ranking da WTA, de nº 74, em 6 de março de 2023.

## Vida pregressa
Volynets nasceu na Ucrânia, e seus pais, Anna e Andrey Volynets, emigraram para Walnut Creek nos Estados Unidos quando ela ainda era uma criança e ela ainda tem parentes em Kiev e em Dnipro. Ela é fluente em russo que considera língua nativa

## Carreira

### 2019: Estreia no Grand Slam
Em 11 de agosto, Volynets venceu a final do USTA Girls 18s National Championships sobre Emma Navarro, o que lhe valeu uma entrada com "wild card" na chave principal de simples do US Open. Ela perdeu na primeira rodada para a cabeça de chave No 15, Bianca Andreescu, a eventual campeã do torneio, em sets diretos.

### 2021: estreia no WTA 1000 e Wimbledon
Em maio, Volynets ganhou seu primeiro título de simples no Circuito Feminino da ITF, no evento de US$ 100k em Bonita Springs, vencendo Irina Bara [en] na final em jogo de três sets.
Em junho, Volynets passou pela qualificatória do Campeonato de Wimbledon sem perder nenhum set, vencendo Beatriz Haddad Maia na última partida. Na chave principal no entanto, ela perdeu na primeira rodada para Irina-Camelia Begu em equilibrados sets diretos. Em setembro, ela recebeu um "wild card" para a chave principal de simples do US Open, mas perdeu na primeira rodada para Ajla Tomljanović em sets diretos. Em outubro, ela estreou no nível WTA 1000 em Indian Wells, recebendo também um "wild card" para tal, mas também perdeu na primeira rodada para Petra Martić.

### 2022: estreia no Top 150, primeira vitória em Major
Volynets jogou em Indian Wells novamente como "wild card", onde registrou sua primeira vitória no nível WTA 1000 contra Arantxa Rus. Ela venceu o USTA Wildcard Challenge para o Aberto da França, onde registrou sua primeira vitória no Grand Slam sobre Viktorija Golubic. No Nottingham Open, ela perdeu para Heather Watson na primeira rodada em sets diretos.

### 2023: Terceira rodada em Major, primeira semifinal do WTA Tour, top 75
Em janeiro, Volynets se qualificou para a chave principal do Auckland Open, onde perdeu na primeira rodada para Venus Williams, em sets diretos.
Volynets chegou à terceira rodada do Australian Open derrotando duas jogadoras russas, Evgeniya Rodina e a número 9 do mundo, Veronika Kudermetova, por sua primeira vitória no Top 10, e se tornando a primeira americana vinda da qualificatória a chegar à terceira rodada de simples feminino no Australian Open desde Jennifer Brady em 2017. Como resultado, ela alcançou a posição mais alta de sua carreira, de nº 96, em 30 de janeiro de 2023.
No ATX Open, Volynets se recuperou de 0–5 e um "match point" contra no terceiro set para vencer sua partida contra a terceira cabeça de chave Anastasia Potapova e chegar às suas primeiras quartas de final do WTA Tour. Em seguida, ela derrotou a "wild card" Peyton Stearns para chegar à sua primeira semifinal. Como resultado, sua classificação subiu para a 74ª posição mundial, em 6 de março de 2023.
Volynets também se qualificou para o US Open, mas perdeu na primeira rodada para Wang Xinyu.

### 2024: terceira rodada do WTA 1000
No ATX Open, Volynets chegou novamente à segunda rodada como "wild card" derrotando Renata Zarazúa [en].
No WTA 1000 de Indian Wells, Volynets recebeu mais um "wild card" e derrotou Mirra Andreeva e a sexta cabeça de chave Ons Jabeur, ambos os jogos em sets diretos para chegar à terceira rodada pela primeira vez neste nível. Na rodada seguinte, ela perdeu para a "wild card" Caroline Wozniacki. Em seguida, ela se qualificou para o Miami Open, fazendo sua estreia neste WTA 1000, e registrou uma vitória na primeira rodada sobre outra americana, a ex-campeã do Grand Slam, Sofia Kenin em jogo de três sets. Na rodada seguinte ela enfrentou a cabeça de chave N° 12, Jasmine Paolini, jogo que perdeu em sets diretos porém equilibrados.
Volynets se qualificou para o Charleston Open e na chave principal, derrotou Arantxa Rus em jogo de 3 horas e 43 minutos com dois "tiebreaks", salvando quatro "match points", na partida mais longa da temporada até então. Na rodada seguinte, ela perdeu para a compatriota, Emma Navarro, em sets diretos. Ela também se qualificou para a chave principal do Aberto de Roma e derrotou Wang Yafan na primeira rodada. Na segunda, ela enfrentou a cabeça de chave N° 2, Aryna Sabalenka, jogo no qual surpreendeu, vencendo o primeiro set, mas acabou perdendo a partida de virada. No Aberto da França, da mesma forma, ela passou pela qualificatória e venceu seu jogo da primeira rodada contra Aleksandra Krunić, em sets diretos. Na segunda, ela enfrentou a cabeça de chave N° 5, Marketa Vondrousova, em jogo no qual, mais uma vez, surpreendeu, vencendo o primeiro set por 6–0, mas acabou perdendo a partida de virada. Em seu próximo compromisso, o Makarska Open, ela obteve o título, vencendo a cabeça de chave N° 4 Wang Xiyu na semifinal em sets diretos e Mayar Sherif, cabeça de chave N° 2, na final em jogo de três sets.